# Destruction (EP)
Pour les articles homonymes, voir Destruction.
Albums de Destruction
Cracked Brain
(1990) Them Not Me
(1995)
Destruction est le troisième EP du groupe de Thrash metal allemand portant le même nom. L'album est sorti en 1994 sous le label Brain Butcher Compact.
C'est le premier album de Destruction enregistré depuis le départ de Schmier en 1991. Cette période sans Schmier est souvent appelée la période néo-Destruction. Trois productions du groupe sortent pendant cette période, c'est-à-dire sans Schmier au chant. Ces trois productions ne sont pas comptées dans la discographie officielle de Destruction.
Ces trois productions non officielles sont enregistrées par la suite avec le vocaliste Thomas Rosenmerkel. C'est donc pour cette raison que ces derniers sont rejetés par le groupe, qui retrouve son chanteur d'origine plus tard.

## Musiciens
- Thomas Rosenmerkel - chant
- Michael Piranio - guitare
- Mike Sifringer - guitare
- Christian Engler - basse
- Oliver Kaiser - batterie

## Liste des titres
1. Decisions - 03:55
2. I Kill Children - 04:40
3. Things of no Importance - 04:23
4. Smile - 05:06
5. Spechtosator - 02:54